# Rhipidomys macrurus
Rhipidomys macrurus is een zoogdier uit de familie van de Cricetidae. De wetenschappelijke naam van de soort werd voor het eerst geldig gepubliceerd door Gervais in 1855.

## Voorkomen
De soort komt voor in Brazilië.